# Drew (navn)
 For alternative betydninger, se Drew. (Se også artikler, som begynder med Drew)
Drew er både et efternavn og et fornavn. En søn af Karl den Store havde dette navn, og det blev populært i Frankrig som Dreus og Drues. En anden kilde var county of Dreux, også i Frankrig, regeret af Dreux-greverne fra 12. århundrede og frem.
Navnet blev introduceret i England af Normannerne i 1066, og blev først fundet der i Domesday Book. En anden navneafledning er fra det irske Ó Draoi, som bogstaveligt betyder "Efterkommer af druiderne". Som et drengefornavn, er det en forkortet version af Andrew.

## Fornavn

### Kvinder
- Drew Barrymore (født 1975), amerikansk skuespiller
- Drew Sycamore (født 1990), sanger

### Mænd
- Justin Drew Bieber (født 1994), Canadisk singer-songwriter
- Drew Brees (født 1979), amerikansk NFL quarterback
- Drew Fuller (født 1983), amerikansk skuespiller
- Drew Goddard (født 1975), amerikansk film og tv screenwriter, instruktør og producer
- Drew Seeley (født 1982), Canadisk-amerikansk skuespiller, sanger og danser
- Drew Taggart (født 1989), amerikansk sangskriver og vokal i The Chainsmokers

## Efternavn
- Kenny Drew Sr. (1928–1993), amerikansk musiker
- Ronnie Drew (1934–2008), irisk folkesanger og musiker

## Figurer
- Dr. Drakken, rigtige navn Drew Lipsky
- Drew Pickles, i tegnefilmen Rugrats